# Groupe d'analyse scientifique
Le Groupe d'analyse scientifique (en anglais : Scientific Analysis Group) est un laboratoire de la Defence Research and Development Organisation (DRDO). Situé à Delhi en Inde, sa fonction principale est de développer de nouvelles méthodes scientifiques pour la conception et l'analyse des systèmes de communication.